# أندرو بيل
أندرو بيل (22 يناير 1982 في المملكة المتحدة - )  (بالإنجليزية: Andrew Bell)‏ هو لاعب كريكت بريطاني.